# Sites historiques et culturels majeurs protégés au niveau national (Jilin)
Cette liste regroupe les principaux sites protégés pour leur valeur culturelle et historique au niveau national par l'administration d'état chargée du patrimoine culturel en Chine pour la province du Jilin.
| N°    | Désignation                                   | Ville                  | Image |
| ----- | --------------------------------------------- | ---------------------- | ----- |
| 1-168 | Anciennes tombes de la rivière Donggou        | Tonghua / Ji'an        |       |
| 1-173 | Tombes de Liudingshan                         | Yanbian / Dunhua       |       |
| 2-52  | Sites des anciennes villes de Wandu et Guonei | Tonghua / Ji'an        |       |
| 3-141 | Pagode de Lingguang                           | Yanbian / Changbai     |       |
| 3-178 | Stèle commémorative de la dynastie des Jin    | Songyuan / Fuyu        |       |
| 3-244 | Anciennes tombes de Longtoushan               | Yanbian / Helong       |       |
| 4-51  | Site de la capitale centrale de Balhae        | Yanbian / Helong       |       |
| 4-62  | Tombes de Mao'ershan                          | Jilin                  |       |
| 5-26  | Sites de la culture de Hanshu                 | Baicheng / Da'an       |       |
| 5-27  | Sites de la culture de Xituanshan             | Jilin                  |       |
| 5-28  | Site de Wanfabozi                             | Tonghua                |       |
| 5-29  | Site d'Erlonghu                               | Siping / Lishu         |       |
| 5-30  | Luotongshan                                   | Tonghua / Liuhe        |       |
| 5-31  | Site de Baliancheng                           | Yanbian / Hunchun      |       |
| 5-32  | Fonderies de cuivre de Baoshan et Liudaogou   | Yanbian / Linjiang     |       |
| 5-33  | Site de Tahucheng                             | Songyuan / Qian Gorlos |       |
| 5-157 | Cimetière de Ganguouzi                        | Yanbian / Changbai     |       |
| 5-158 | Tombes du clan de Wanyan Xiyin                | Jilin / Shulan         |       |
| 6-51  | Site de Baicaogou                             | Yanbian / Wangqing     |       |
| 6-52  | Zi'an Shancheng                               | Tonghua                |       |
| 6-53  | Forteresse de Longtanshan                     | Jilin                  |       |
| 6-54  | Sumicheng                                     | Jilin / Huadian        |       |
| 6-55  | Forteresse de Chengshanzi                     | Yanbian / Dunhua       |       |
| 6-56  | Site de la montagne de Mopancun               | Yanbian / Tumen        |       |
| 6-57  | Site de Pianliancheng                         | Siping / Lishu         |       |
| 6-58  | Site de Qinjiatun                             | Siping / Gongzhuling   |       |
| 6-59  | Site de Chengsijiazi                          | Baicheng               |       |
| 6-60  | Site de Yehebu                                | Siping                 |       |
| 6-61  | Site de Juifa                                 | Tonghua / Huinan       |       |
| 6-244 | Dolmens du cours supérieur de l'Huifa He      | Tonghua / Meihekou     |       |
| 6-502 | Temple confucéen de Jilin                     | Jilin                  |       |
| 6-820 | Inscription lapidaire d'Ashihada              | Jilin                  |       |
| 6-921 | Quartier général de la campagne de Linjiang   | Yanbian / Linjiang     |       |